# Der Herrscher im Fels
Der Herrscher im Fels ist ein im Original 1957 unter dem Titel The Master. An Adventure Story erschienener Jugendroman des britischen Schriftstellers T. H. White. Die deutsche Übersetzung erschien 1983 im Eugen Diederichs Verlag.

## Inhalt

### Kapitel 1 bis 21: Entführung und Befragung
Schauplatz ist der nordwestlich von Irland aus dem Atlantik ragende Felsen namens Rockall, der 1955 von Großbritannien annektiert wurde. Die zwölfjährigen Zwillinge Judy und Nicky, Kinder eines Herzogs aus Somerset, betreten 1957 als – wie sie spekulieren – vielleicht erste Menschen den meeresumtosten Granitblock und werden dabei mitsamt ihrem Mischlingshund Jokey durch eine nicht leicht zu bemerkende Tür in der Felswand ins Innere entführt. Die Familienangehörigen, die auf ihrer Yacht beziehungsweise einem abgewandten Riff nichts davon mitbekommen haben, stellen die Suche nach ihnen nach zwei Tagen ein.
Judy und Nicky werden durch ins Felsmassiv getriebene Gänge auf per Lift erreichbaren Ebenen zum „Herrscher“ gebracht, einem genialen, aber egomanen Wissenschaftler. Nachdem Judy unbewusst mit ihm Gedanken ausgetauscht hat und Nicky die sprachlose Szene seltsam vorkam, wollen die beiden durch Befragung der Entourage des Herrschers herausfinden, was hier vor sich geht.
Die Techniker im zuunterst eingerichteten Maschinenraum kommen ihnen marionettenhaft, ferngesteuert, regelrecht benommen vor, vielversprechender erscheinen ihnen die speziellen Aufgabenträger: Von Pinkie, dem einfältigen Schwarzen, dem der Herrscher die Zunge entfernt hat und der zugleich als Feinmechaniker und als Koch eingesetzt ist, erfahren sie mittels Schiefertafel-Kommunikation nicht viel. Der braungebrannte, seine Ängstlichkeit mit Kaspereien überspielende Dr. Totty McTurk bezeichnet das Geheimnis des Ortes als „Arbeit gegen die H-Bombe“. Er hat mutmaßlich vor, die Macht an sich zu reißen, und wird vom Herrscher getötet.
Der oft abwesende (weil für Beschaffungen mit dem Helikopter zuständige) Squadron Leader Frinton ist aufgrund eines Sinneswandels zum Attentat auf den Herrscher entschlossen: Die Motive des Herrschers seien auf den ersten Blick ehrenwert, da sich verschiedene Atommächte gefährlich gegeneinander positionieren würden, die „Vibrator-Einheit“ genannte Superwaffe aber für den Weltfrieden sorgen könne. Einen die Geschicke der Menschheit bestimmenden Diktator sehe er inzwischen kritisch. Der Herrscher sei 157 Jahre alt und suche einen Nachfolger, was Nickys IQ-Test und den anschließenden Zwang, wissenschaftliche Bücher zu studieren, erkläre. Die telepathisch-hypnotische Fähigkeit des Herrschers sei keine bisher bekannte und erziele nicht bei jedem Gegenüber dieselbe Wirkung. Der Preis für die Begabung sei sein Sprachverlust, den nur Whiskykonsum temporär unterbinden könne.
Vorsichtig fragend tastet sich Nicky während einer Unterrichtsstunde an den gefühlskalt wirkenden Chinesen, der dem Herrscher am nächsten zu stehen scheint, heran und ist erstaunt, dass dieser ihm seine Abneigung gegen den Herrscher offenbart. Judy nutzt das Ungestörtsein, um eine Flaschenpost ins Meer zu werfen.
Später treffen die Zwillinge auf der Felsspitze mit dem ur-britisch sozialisierten Chinesen, der den Namen Blenkinsop angenommen hat, zusammen. Das Drachengewand und die Fingernagelverlängerungen hat er abgelegt. Er erzählt von den Anfängen des Projekts. Außerdem gibt er zu, in Gegenwart des seinen Willen ausstrahlenden Herrschers unterwürfig zu sein, sich aber zu widersetzen, wo es seine eigene Geisteskraft zulässt. Diese Freimütigkeit motiviert die Kinder, Frintons Attentat-Absicht auszuplaudern.

### Kapitel 22 bis 35: Bedrohung, Verschwörung und Rettung
Der Herrscher hat inzwischen Drohbriefe mit einem Ultimatum weltweit an Zeitungen verschickt. Die Tragweite der Androhung ist noch niemandem klar.
Frinton, Blenkinsop und die Zwillinge beraten ihr Vorgehen, wobei die Rolle der Kinder umstritten ist: Frinton will sie in Sicherheit wissen, ehe er den Herrscher attackieren will, Blenkinsop will sie als Werkzeug nutzen, denn zu Nicky kann der Herrscher noch keine Gedankenverbindung herstellen. Frintons Plan läuft auf Erschießen hinaus – unzumutbar für ein Kind. Blenkinsop weiß, dass McTurk vorhatte, Gift zu nehmen, schließlich bestehe beim Whisky keine Gefahr, dass ein anderer versehentlich zugreife. Judy bringt Pinkie ins Spiel, doch Blenkinsop wehrt ab, da Pinkie Mahatma Gandhi verehre.
Frinton muss weitere Briefpost ausfliegen und beabsichtigt, das Zwillingspaar unter den Postsäcken herauszuschmuggeln. Das Misslingen schon im Ansatz geht auf Blenkinsop zurück, der immer noch auf Nickys aktive Mithilfe baut.
Der argwöhnisch gewordene Herrscher bemächtigt sich Judys Willen und lässt sich zu den Verschwörern führen. Er implementiert telepathisch Frinton die Aufgabe, die Kinder zu bewachen, und exekutiert Blenkinsop.
Nach Fertigstellung der letzten Vibrator-Einheit wird die Waffe eingesetzt und hat im immens weiten Umkreis des Felsens Tod und Zerstörung zur Folge, zumindest körperliche Qualen und Maschinen-Lahmlegungen.
Seit dem Auffliegen der Verschwörung vertreten Judy und Frinton das Gegenteil ihrer bisherigen Überzeugung, was in Nicky Ohnmacht und Wut auslöst. Er kommt mit Pinkies Hilfe frei. Ansonsten hält sich der Koch aus der Sache heraus. Mit dem in Frintons Kabine entwendeten Revolver bedroht Nicky draußen auf der Felsspitze den Herrscher, wird aber bei Augenkontakt in eine Art Kraftfeld hineingesogen. So gelingt dem Bösewicht doch noch die Gedankenkontrolle, aufgrund derer Nicky den Revolver wegwirft. Die durch die Strahlenwaffe durcheinandergebrachten Naturgewalten hatten einen Sturm ausgebildet, der den mit nach draußen gelaufenen Jokey beeinträchtigt. Den hibbeligen Hund um die Beine, verliert der Herrscher das Gleichgewicht und stürzt auf den steinernen Untergrund. Ein Beckenbruch zwingt ihn zur Aufgabe. Er rafft sich noch einmal auf, um den Freitod im Meer zu suchen.
Einen Tag nach der Zwillinge 13. Geburtstag frühstücken auf dem Familienlandsitz in Somerset der Herzog, Judy, Nicky sowie der neue Angestellte Mr. Frinton (Pinkie bereitet derweil bevorstehende Touristen-Führungen durch das Anwesen vor). Dabei werden Aspekte des überstandenen Abenteuers besprochen, und zufällig trifft auch eine Antwort auf Judys Flaschenpost ein.

## Die Waffe des Herrschers
Die Vibrator-Einheiten beeinflussen die spezifischen Vibrationen eines jeden Dinges. Sie sind sozusagen die Umkehrung von Radarwellen-Empfängern, man könnte „Konter-Antennen“ dazu sagen. Starre Materialien werden damit schneller zerstört als elastische, das heißt Lebewesen sind resistenter als ein Stück Holz, ein Stück Holz wiederum wird weniger in Mitleidenschaft gezogen als ein Stück Eisen. Frinton erklärt den Kindern: „Diese Insel […] ist ziemlich genau in der Mitte zwischen Rußland und Amerika. Er hat sie nicht nur wegen ihrer Einsamkeit ausgewählt. Wenn die Vibratoren ringförmig nach draußen zielen, kann er so eine Art Blase von Konter-Schwingungen um uns herum aufblasen. Er kann sie größer oder kleiner machen. Er kann sie um die ganze Welt herum ausdehnen.“ Eine gegen Rockall ferngelenkte Atombombe würde beim Erreichen des Blasenrands einfach zerbröckeln.

## Sprachstil
Whites Sprache ist metaphernreich, wobei die gewählten Stilfiguren oft überdreht sind. Ein Beispiel: „[…] seine Augen waren wie zwei pochierte Eier mit einem dünnen Schlitz quer über der äußeren Haut.“ Für manchen Erwachsenen, erst recht für Jugendliche, sind mit Fremdwörtern und Fachwissen gespickte Absätze schwer zu verstehen. Ein Beispiel: „Das eine war ein intrikates Gemälde von Ganku mit Pfauen, ein wahrer Niagara-Fall aus prunkvollen Federn, bis ins letzte Detail unendlich fein ausgeführt. Das andere war ein Lackschrein von Tsunayoshi: so kompliziert geformt und inkrustiert und appliziert und champleviert und punziert, mit soviel Gold- und Schwarz- und Zinnoberlack, so geschichtet und terrassiert, mit so vielen Schubläden und Säulen und Nischen versehen, überhäuft mit Metalleinlagen und gleißenden Flächen und Strukturen von Haifischleder und kostbaren, schuppigen Drachenschwänzen, daß er aussah wie eine Explosion von lauter kleinen Türen, alle offen, und er schien aus seinem eigenen Licht zu glühen.“ Des Weiteren wirken die vielen Zitate aus der Literatur und dem Liedgut, ebenso wie aus Philosophie, Wissenschaft und Politik, von denen fast jede Romanfigur etliche auf Lager hat, aufgesetzt. Manchmal wird noch nicht einmal erwähnt, woher das Zitat stammt. Ein Beispiel: „Mitten wir im Leben sind mit dem Tod umfangen“ (Liedübersetzung von Luther). Es gibt mehrere Anspielungen auf das Stück Der Sturm von William Shakespeare, zum Beispiel beginnt und endet der Roman mit Zitaten daraus.
Tierschutz spielte zur Entstehungszeit noch nicht die Rolle, die er heute spielt, was Requisiten anzumerken ist, wie dem Elefantenfuß als Schirmständer, Haifischleder als Überzug und dem ausgestopften Papagei sowie der Jungfuchsjagd des Herzogs. Dass White in seinem Leben einerseits Naturverbundenheit demonstrierte, andererseits fischte, jagte, Gänse schoss und Falken abrichtete, wird unter dem Gesichtspunkt des Naturschutzes in der Literaturszene als ambivalent empfunden.
Die Geschlechterrollen entsprechen der Entstehungszeit; Klischees durchziehen das gesamte Buch. So meint Judy zum Beispiel: „Nicky ist ein Mann und sollte gehen, weil Männer alles für Frauen tun, außer kochen.“ Hinzu kommt noch das Nähen, das „nun mal Frauensache ist.“ Judy denkt ans Staubwischen und interessiert sich für die Einrichtung von Küche und Bad, Nicky nur, wenn es dort etwas zu reparieren gibt. Seinen technischen Fragen im Maschinenraum kann sie nicht folgen. Außerdem liegen „die Logik-Sorgen und die Beschützer-Pflichten“ ausschließlich bei Nicky. Über eine beobachtete Zeitungsleserin sagt Frinton: „Die erste Seite hat sie sich überhaupt nicht angekuckt, die sechste Seite war falschrum, die hat sie überblättert, und dann stürzte sie sich auf die Modeseite.“ Judy bewundert die Mandschu-Roben des Chinesen. Renate Schostack schlussfolgerte aus den Frauendarstellungen in Whites Buch Kopfkalamitäten, der Autor meine es mit den Frauen „gar nicht gut“.
Die Typisierungen der Nicht-Europäer würden heute als Rassismus bezeichnet werden: Der „Chinamann“ trägt einerseits Drachengewänder und künstliche Fingernägel, andererseits ist er an europäische Gepflogenheiten überangepasst, denn er spricht akzentfrei und hat seinen chinesischen Namen abgelegt. Dem „Neger“, der bisweilen auch mit „Neger-Mohr“ oder „Teer-Junge“ angesprochen wird, wurde die Zunge herausgeschnitten; umso präsenter sind die scheinbar platzenden Lippen. Die Kinder assoziieren mit dunkler Haut Augenrollen, abgenagte Menschenknochen und das Lied „Negeraufstand ist in Kuba“. Pinkie fügt sich in sein Schicksal und trägt selbst im Dienste des Herzogs gerne die Lakaien-Uniform.

## Rezeption
Ute Blaich schrieb 1983 in der Zeit, White thematisiere „die Frage nach Gewalt und Ursachen, nach Macht und Unterwerfung“. Der Horrorelemente, Witz, Spannungsmomente, Bizarres und selbst einen Realitätsbezug aufweisende Erzählstil sei „präzise und doch leicht, unsentimental und doch so poetisch“. Die Fäden der Erzählung würden „geschickt verknäult“ und bis zum skurrilen, aber in der Realität vorstellbaren, Ende „raffiniert entwirrt“. Mit Blaich übereinstimmend, bescheinigt die Website bibliotheka-phantastika.de der Figur des Herrschers, „fast wie ein moderner dunkler Bruder Merlins“, der bekannteren Romanfigur Whites, zu wirken.
Unter dem Eindruck des faschistischen Griffs nach der Weltherrschaft sowie des Stalinismus wende sich White, so Heike Rademacher in der Science Fiction Times, gegen die Diktatur, „auch unter der Voraussetzung, daß sie das Richtige will oder sogar durchführt“. „[K]antig und nicht ganz frei von einzelnen Schwachpunkten“ sei seine mittels Spannungsbogen (ohne übertriebene Action) „wohlverpackte Moral“.
Whites Biografin Sylvia Townsend Warner meinte, die Leichtigkeit der Geschichte passe nicht zum Schreckensausmaß des Themas.
Die Einkaufszentrale für Bibliotheken empfahl das Buch für Erwachsene.

## Adaptionen
1966 wurde im Auftrag des südenglischen Fernsehsenders Southern Television eine sechsteilige Fernsehdramatisierung gedreht mit Adrienne Posta und Paul Guess (bekannt aus Die Follyfoot-Farm) in den Hauptrollen sowie mit Olaf Pooley als Herrscher, John Laurie als Totty McTurk und George Baker als Squadron Leader Frinton.

## Deutschsprachige Ausgaben
- Der Herrscher im Fels (= Nr. 8260). Übersetzt von Rudolf Rocholl und Bernd Rauschenbach. Eugen Diederichs Verlag, Köln 1983, ISBN 3-424-00754-4.
- Der Herrscher im Fels. Übersetzt von Rudolf Rocholl und Bernd Rauschenbach. Fischer-Taschenbuch-Verlag, Frankfurt am Main 1988, ISBN 3-596-28260-8.

## Zitierte Ausgabe
- Eugen Diederichs Verlag, Köln 1983.

1. ↑  S. 145.
2. 1 2  S. 179.
3. ↑  S. 184.
4. ↑  S. 5.
5. ↑  S. 212, 213.
6. ↑  S. 33.
7. 1 2 3  S. 215.
8. ↑  S. 214.
9. ↑  S. 15.
10. ↑  S. 108.
11. ↑  S. 49 f.
12. ↑  S. 98, 207.
13. ↑  S. 16, 17.
14. ↑  S. 47, 49.
15. ↑  S. 43.
16. ↑  S. 156.
17. ↑  S. 160.
18. ↑  S. 21, 160.
19. ↑  S. 130.
20. ↑  S. 72, 132.
21. ↑  S. 144.
22. ↑  S. 52.
23. ↑  S. 155.
24. ↑  S. 50, 132 f.
25. ↑  S. 171.
26. ↑  S. 128.